# Robeiro Moreno
Robeiro Fernando Moreno Gaviria (11 novembre 1969) è un allenatore di calcio ed ex calciatore colombiano, di ruolo difensore.

## Carriera

### Giocatore

#### Club
Ha giocato come professionista per 13 stagioni nel campionato colombiano.

#### Nazionale
Ha partecipato ai Mondiali Under-20 del 1989 ed ai Giochi Olimpici di Barcellona 1992, nei quali ha giocato 2 partite senza mai segnare.

### Allenatore
Dal 2012 lavora come assistente allenatore all'Alianza Petrolera, club della seconda serie colombiana.